# 龟台遗址
龟台遗址，位于中国河北省邯郸市户村，为邯郸市邯郸县的一个省级文物保护单位，类型为古遗址，公布时间为1993年7月15日。
龟台遗址的历史年代为新石器时代、商、周、汉。